# Mansión de Mencendarbe
La Mansión de Mercendarbe, también llamada Mansión de Mencendorf y Mansión de Mencendarbe (en alemán: Gut Märzendorf) es una casa señorial en la región histórica de Zemgale, en Letonia.

## Historia
Originalmente la finca era propiedad de Peter von Biron (1724-1800), el último Duque de Curlandia. El 11 de agosto de 1786, junto con los terrenos y lagos asociados, la mansión fue vendida al Barón Friedrich Georg von Lieven (1748-1800) por 31.000 taleros. El Barón von Lieven le gustaba usar el castillo como residencia de verano y pabellón de caza, por ejemplo para la caza del pato. Tras su muerte, su hijo Karl Georg von Lieven administró la finca. En 1905 Freiherr Alexander von Lieven fue nombrado como su propietario. El último propietario fue Carlos von Lieven (1879-1971). Hasta la I Guerra Mundial, la finca permaneció en posesión de la familia Lieven.
Entre 1920 y 1939, los propietarios de la mansión cambiaron regularmente. En 1939 se abrió un hogar de niños en la finca, esta cerró en 2012. Actualmente, la mansión es un hotel, en donde tienen lugar muchos diferentes eventos como conciertos, bodas, seminarios e incluso el hackathon letón.